# Jaime Ortega
Pour le militaire carliste, voir Jaime Ortega y Olleta.
Pour les articles homonymes, voir Ortega.
Jaime Lucas Ortega y Alamino, né le 18 octobre 1936 à Jagüey Grande dans la province de Matanzas à Cuba et mort le 26 juillet 2019 à El Cobre (Cuba), est un cardinal cubain de l'Église catholique romaine, archevêque de La Havane de 1981 à 2016.
C'est un des acteurs majeurs du rapprochement américano-cubain de 2014, sous l'administration Obama, avec comme symbole la libération de prisonniers politiques, et la reconnaissance de la position de l'Église catholique à Cuba. 

## Biographie

### Formation
Jaime Ortega étudie à Matanzas au séminaire Saint-Albert-le-Grand, puis au Séminaire de la Société des Missions-Étrangères (SMÉ) situé à Laval, Québec, et est ordonné prêtre à Cuba le 2 août 1964. Il parle couramment français.
Il est vicaire coadjuteur de Cárdenas avant d'être interné en 1966 dans des camps de travail UMAP. 
En 1967, il est nommé curé de Jagüey Grande, puis en 1969 de la cathédrale de Matanzas, ayant également la charge d'autres paroisses rurales, dans un contexte politico-social d'athéisme officiel et de discrimination des chrétiens.

### Évêque
Le 4 décembre 1978, Jaime Ortega est nommé évêque de Pinar del Rio, avant d'être promu, le 20 novembre 1981, archevêque de San Cristóbal de La Havane. 
Il crée de nouvelles paroisses, constitue des conseils diocésains, reconstruit plus de quarante églises et presbytères, instaure une maison de retraite et de repos pour les prêtres, des centres de rencontre pour les jeunes, et fonde en 1991 la Caritas Cuba.
Président par trois fois (1988-1998) de la conférence des évêques catholiques de Cuba, il participe à la 4e conférence du CELAM, dont il est le second vice-président de 1995 à 1999.
Il se retire de sa charge épiscopale le 26 avril 2016, à six mois de son 80e anniversaire. 

### Cardinal
Jaime Ortega est créé cardinal par Jean-Paul II lors du consistoire du 26 novembre 1994 avec le titre de cardinal-prêtre de Santi Aquila e Priscilla. 
Au sein de la curie romaine, il est membre de la Congrégation pour le clergé, du Conseil pontifical pour la pastorale des services de la santé et de la Commission pontificale pour l'Amérique latine.
Il participe aux conclaves de 2005 et de 2013 qui élisent respectivement les papes Benoît XVI et François.
Il meurt d'un cancer le 26 juillet 2019 à El Cobre à Cuba à l'âge de 82 ans.

## Décorations
- Grand-croix de l'ordre d'Isabelle la Catholique (25 janvier 2012)[4]
- Commandeur de la Légion d'honneur (11 mai 2015 par le président de la République François Hollande[5])